# 武藤クレア
武藤 クレア（むとう クレア、1989年3月11日 - ）は、日本のAV女優。趣味と特技はネイルアート。

## 略歴
- 2008年に「羽野理沙(はの りさ)」の名義でAVデビュー。
- 2009年に「宝生優果(ほうじょう ゆうか)」に改名。当初のプロフィールは 1986年12月11日生。
- 2010年に「武藤クレア」に再改名。黒ギャル系へ転向。

## 作品

### アダルトビデオ

#### 羽野理沙 名義
2007年
- 復活 女子校生強制わいせつ（7月13日、クリスタル映像）
- 乳首イジるだけでイッちゃうんだ いやっこんなエッチなテスト、恥ずかしい!（6月30日、アテナ映像）
- 巨乳女子校生4（7月27日、BAZOOKA）
- &Fashion*66 Risa（8月3日、ゴーゴーズ）
- 平成生まれ解禁（9月15日、アドグループ）
- 生中出し巨乳ギャル 2（10月26日、BAZOOKA）
- 巨乳炉利板 天然美乳Gカップ（11月8日、タカラビジュアル）
- 講習料100万円!!世界で活躍する、あのメイクアップアーティストが出演!!現役メイク専門学生がカラダを使ってノシ上る裏営業術を教わっちゃいました!!!（プレステージ）
- 巨乳女狩り 31（11月24日、クリスタル映像）
- G・G・H・H Cup 巨乳乱交（11月25日、kira☆kira）
- 爆乳ロ●ータ拘束ぶっかけ（12月1日、I.B.WORKS）
- 巨乳女狩り 31（クリスタル映像）

2008年
- 爆乳ロ●ータ痴漢バス（1月25日、TMA）
- みるスポ!（2月1日、みるきぃぷりん♪）
- 濡れっ娘 G-90（2月1日、ワンズファクトリー）
- 美爆乳Gカップ少女 理沙（2月1日、虎堂）
- エッチなアタシを見て下さい。（アイエナジー）
- 妹犯日記 父と兄に犯された○妹（2月13日、マルクス兄弟）
- kira☆kira HIGHSCHOOL GALS Vol.1（2月19日、kira☆kira）
- 憧れの先生の体をゲットした深町君のHなイタズラ（3月6日、グローリークエスト）
- 禁断介護 13 ～継祖父と継父との性～（3月20日、グローリークエスト）
- これが噂の痙攣薬漬けJKモデル（4月4日、ナチュラルハイ）
- コスプレ痴漢バス（4月11日、I.B.WORKS）
- 中出し女子校生暴行～狙われた制服美女3時間～（5月9日、ビッグモーカル）
- おはズボッ! ちょっと止めて 腰ふるの バックはだめッ イッちゃうから～!! 可愛い爆乳娘美尻娘大集合（5月31日、アテナ映像）
- 巨乳未●年生中出し（6月4日、グレイズ）
- 24人の乳もみインタビュー 4時間 2（6月20日、TMA）
- 接吻や乳首を舐められながら手コキされた僕。 3（7月1日、ワンズファクトリー）
- ザ・筆おろし 43（7月11日、クリスタル映像）
- E-BODY（7月13日、E-BODY）
- ザ・カメラテスト 乳首イジるだけでイッちゃうんだ いやっこんなエッチなテスト、恥ずかしい!（7月17日、アテナ映像）
- エロティカ★BODY 最高のエロボインとクビレの黄金比率（8月7日、アイエナジー）
- 疼きマンコ本気オナニー30人（9月1日、ワンズファクトリー）
- ピタ透け巨乳マニアックス（9月1日、ワンズファクトリー）
- 中出しアルバイト VOL.4（9月19日、映天）
- 痴漢バス大全集 2枚組8時間（12月12日、TMA）
- マルクス兄弟ベストセレクション50タイトル4時間（12月13日、マルクス兄弟）

2009年
- 限界アクメ大量潮吹き×20人（1月1日、ワンズファクトリー）
- 素人カップル対抗!巨乳野球拳 2 新春SP（ROCKET）
- G88～J103 巨乳・爆乳10人 全身マッサージ VOL.3（1月16日、映天）
- G88～J103 巨乳・爆乳11人 おっぱい接写 VOL.1（1月16日、映天）
- G90～L106 巨乳・爆乳11人 乳揉み VOL.4（2月6日、映天）
- 巨乳・爆乳 授乳手コキ VOL.4（2月6日、映天）
- G90～K115 巨乳・爆乳15人 パイズリ VOL.3（映天）
- G88～L106 巨乳・爆乳12人 乳揉み VOL.5（3月6日、映天）
- G90～K107 巨乳・爆乳15人 乳揉み VOL.6（5月1日、映天）

#### 宝生優果 名義
2009年
- B.B.ボーイズ番外編 両手で乳首いじりながら首ふりフェラチオ（3月25日、アロマ企画）
- ハイスクール角オナニー 2（3月25日、アロマ企画）
- 極選4時間 ザ・筆おろし 2 （4月10日、クリスタル映像）
- 第1回 男優-1GP 覇根。（4月19日、ROOKIE）
- 乳首をいじられて感じちゃった私。 敏感美少女編（4月25日、アロマ企画）
- 新ヒロイン凌辱シリーズ 忍人（シノビート）ジーンナイン（5月7日、ヒビノ）
- おはズボッ!ちょっと止めて 腰ふるの バックはだめッ イッちゃうから～!!（5月18日、アテナ映像）
- 女子校生・凌辱淫行 06（5月19日、サムシング）
- 女子校生レイプ中出し 7（5月19日、ミスター・インパクト）
- 草食系の僕が肉食系の彼女にヤラれちゃいました。（5月21日、アキノリ）
- 淫口Wフェラ 可愛い娘のチ○ポ2本同時フェラ（6月1日、竜宮城／妄想族）
- 火曜日は全裸登校日 3（6月4日、アキノリ）
- こだわりの手コキ 4時間SP 12 35人のハンドメイド（隼エージェンシー）
- おっぱい!大好き!! 2（6月15日、隼エージェンシー）
- おっきぃー女学園 みるく組（フリービジョン）
- 彼女の親友とこっそりヤっちゃった僕（6月18日、アキノリ）
- 渋谷イメージクラブ流出 今日が初出勤の何もわからない娘ばかりを狙い、巧みな話術で生本番に及ぶ鬼畜行為が1本のテープにより発覚した…（6月20日、ラハイナ東海）
- 極上風俗嬢 FILE.001（6月23日、サムシング）
- 女子校生の太股とパンチラ 2（アロマ企画）
- 接吻や乳首を舐められながら手コキされた僕。 3（7月1日、ワンズファクトリー）
- 露出が激しい美巨乳女の視界にフル勃起チ○ポを入れたら、めちゃくちゃ股間がウズくらしい（7月9日、ディープス）
- 転校したら男は僕一人ぼっちだった…。 7（7月9日、アキノリ）
- むかつく女を思う存分犯す 理不尽にレイプされる6人の女たち（7月15日、隼エージェンシー）
- フェラコレ2009夏SP（7月15日、隼エージェンシー）
- kira☆kiraGALS☆COLLECTION2008 完全総集編（7月19日、kira☆kira）
- 包茎を愛して止まない女達に聞いた包茎ち●ぽの愛し方（7月23日、アキノリ）
- 乳首でアクメ 2（8月1日、OFFICE K'S）
- MOODYZファン感謝祭 バコバコバスツアー2009 S級AVギャルのハメまくり大乱交!!（8月1日、MOODYZ）
- フェラコレ 特別編 3時間まるごとWフェラ（8月15日、隼エージェンシー）
- 44人のおっぱいを揉んで!吸いまくる! 2（8月19日、ミスター・インパクト）
- KARMAナンパ隊が行く! 緊急指令!とにかく美人で巨乳な娘をGETして来いッ!（カルマ）
- こだわりの手コキ 4時間SP 13 35人のハンドメイド（9月15日、隼エージェンシー）
- 射精しまくる女大好き◆ニューハーフ（9月25日、TRANS CLUB）
- MOODYZファン感謝祭 裏バコバコバスツアー2009 本編未収録!深夜のペニス吸引祭り!!（10月1日、MOODYZ）
- 巨乳天国 混浴露天風呂 5（10月8日、ソフト・オン・デマンド/ROCKET）
- 街角素人娘 新ハメちゃうのは誰だ!! VOL.18（ヒビノ）
- 授乳の時間（12月3日、グローリークエスト）
- ボイン240 II（12月15日、隼エージェンシー ）
- デリヘル嬢を犯して中出し（12月15日、隼エージェンシー ）
- もっと大淫乱 イグイグイグイグイグ大乱交（12月19日、乱丸）

2010年
- ナメクジ舌（1月7日、グローリークエスト）
- M男的クンニリングス（1月22日、OFFICE K's）
- デカ尻JKのピストン騎乗位3（1月25日、アロマ企画）
- でっか～いオッパイの女子校生とSEXしたい!4時間（2月1日、ABC／妄想族）
- BANQUISH 43 YU-KA（2月19日、プレステージ）
- 巨乳ギャルを屋外で犯して中出し（2月25日、隼エージェンシー）
- 関東女子校MAP 黒タイツ編（3月19日、ROOKIE）
- フェラコレ 2010春SP 35人のフェラジェンヌ（4月25日 隼エージェンシー）
- ソルトシャワー　熟若女のおしっこみせて 8（6月19日、ゲロニア／妄想族）
- 34人のおっぱいを揉んで吸いまくる 4（7月13日、ミスター・インパクト）
- レイプ240 8（8月25日、隼エージェンシー）

#### 武藤クレア 名義
2010年
- なまゲッChuで、ぎゃるゲッChu。 ⑥（4月1日、プレステージ）
- WATER POLE 90（4月10日、プレステージ）
- 巨乳黒ギャル 3時間SP（4月19日、OPPAI）
- パコmama2ピース season.02（4月21日、グローリークエスト）
- kira☆kira BLACK GAL CHARISMA DANCER 武藤クレア ～PERFECT BODY DANCING～（5月19日、kira☆kira）
- 高額バイト 10（5月19日、ドグマ）
- EroBody クレア/90cm Gカップ（5月25日、デジタルアーク）
- ギャルフェラチオ（クリスタル映像）
- kira☆kira BLACK GAL SPECIAL ～黒GAL☆爆乳HIGH SCHOOL～（6月19日、kira☆kira）
- CROWN BABE 2（6月24日、デジタルアーク）
- 街角ガールズ「あなたのキス顔を見せて下さい」てなぐあいでナンパしちゃいました。（7月8日）
- 女子コーセーの極エロ丸見え正常位（7月16日、SEX Agent）
- 顔面騎乗されてシコられちゃった!（7月16日、SEX Agent）
- メイド in prin クレア（7月19日、みるきぃぷりん♪）
- コギャル痴女ちんぽいじめ。（7月19日、YeLLOW）
- スタイルにはトコトン自信あるしね。（7月23日、BALTAN）
- CROWN BABE 2（7月25日、デジタルアーク）
- マゾ乳生中出し　黒ギャル美爆乳（7月27日、ゲインコーポレーション）
- 24/7【TWENTY FOUR/SEVEN】 23（8月6日、プレステージ）
- WHAT IS HIP GALS ASS KUREA MUTOU（8月16日、実録出版）
- kira☆kira BLACK GAL BEACH SPECIAL 黒ギャルリゾート☆灼熱BEACH大乱交（8月19日、kira☆kira）
- 相互愛撫手コキ 手コキされながら女の子のカラダを弄りたいと思いませんか?（8月20日、SEX Agent）
- 着衣巨乳パイズリ（9月17日、メディアバンク）
- 挟射主義 2（9月17日、SEX Agent）
- ギャルテコ（9月17日、SEX Agent）
- kira☆kira BLACK GAL BEACH 揺れ狂う爆乳☆BEACH FUCK!（9月19日、kira☆kira）
- 誘惑ブラックキャバ嬢3時間SP（9月19日、CROSS）
- おしゃぶりゴックン◆小悪魔ギャル RUMIKA（9月19日、エムズビデオグループ）
- Wギャル痴女VS素人集団28人 大乱交 ザーメン搾精36発（10月1日、ワンズファクトリー）
- 激イラマチオ5人共演180分SP（10月13日、MOODYZ）
- 隣りのギャル妻 黒ボイン凌辱説教中出し（10月15日、なでしこ）
- kira☆kira BLACK GAL SPECIAL ～黒爆乳☆極小ビキニGAL狂乱交～（10月19日、kira☆kira）
- イグイグ大乱交 RUMIKA 泉麻那（10月19日、乱丸）
- おじいちゃんと行く!天国に一番近いバスツアー（10月25日、Fantasista）
- 爆乳美少女 揺れ乳跳ね乳コレクション（11月13日、アロマ企画）
- 超絶品極太ディープスロート ～自ら喉奥までクワえる女～ vol.2（11月13日、MOODYZ）
- ギャルフェラ（11月19日、SEX Agent）
- kira☆kira BEST 生姦GALSドクドク中出しFUCK6時間（11月19日、kira☆kira）
- 黒ギャルオールスターズ（12月7日、デジタルアーク）
- デリバリー黒ギャル クレア（12月13日、隼エージェンシー）
- kira☆kira BLACK GAL 発情する黒爆乳の誘惑（12月19日、kira☆kira）
- 黒ギャル巨乳青姦本物中出し（12月25日、本中）

2011年
- コギャル痴女ちんぽいじめSEX BEST（1月19日、イエロー）
- kira☆kira4周年特別企画 BLACK GAL SPECIAL 史上空前15GALS超狂大乱交（1月19日、kira☆kira
- ディルドにまたがる女子校生6（1月25日、アロマ企画）
- アロマ仮想風俗シリーズ ノーブラミニスカちら見せハイスクール 3（1月25日、アロマ企画）
- フェラコレ2011冬SP（1月25日、隼エージェンシー）
- hot chocolate 39（1月25日、デジタルアーク）
- 女教師本物中出し（1月25日、本中）
- ギャル騎乗位（2月18日、SEX Agent）
- kira☆kiraサマーフェスタ2010 BLACK GAL BEACH RESORT6時間（2月19日、kira☆kira）
- kira☆kira BLACK GAL SPECIAL 黒GAL☆爆乳温泉 ～超極上BODYハーレム大乱交～（2月19日、kira☆kira）
- 金玉蹴り 足癖最悪のオンナ（3月1日、ワンズファクトリー）
- 黒GALとニューハーフ 2  波多野沙耶（3月13日、U&K）
- 黒ギャル☆Hカップ巨乳潮吹きアクメ（3月13日、マルクス兄弟）
- ホットパンツがエロい美脚の足コキ（3月13日、マルクス兄弟）
- 本物の即生ハメしてあげる（3月25日、本中）
- 女闘!女子校生!!レズ喧嘩バトル 黒髪生徒会長vs金髪不良ギャル 親友取り合いマジギレファイト!!（4月7日、ディープス）
- 女のカラダはド派手に揺れる黒爆乳で選ぶ。（4月13日、E-BODY）
- 絶対服従!ドSなお姉さん2人のM男責め!! 6 武藤クレア 尾上ライナ（4月15日、未来・フューチャー）
- 体感バーチャル3D 巨乳ギャルプラス クレア&ナオ（4月15日、ネクストグループ）
- 爆乳GALのお悩み相談 ～M男限定!犯されたい願望叶えます～（4月19日、kira☆kira）
- 縛馬 其の十二（4月20日、MAD）
- NAMANAKA GALS 11（4月29日、ピエロ）
- 巨乳お姉さんの睾丸責め手コキ（5月25日、ジャネス）
- ザーメン搾り出し パイズリ挟射（6月1日）
- GAL女子校生M男イジメ!  (7月5日、ジャネス)
- 拝啓　母さん・・・上京して初めての一人暮らしはギャルしか住んでいない共同アパート。毎日チ○ポが痛くなるほど犯されていますが、僕はとっても幸せです・・・　敬具（7月7日、ATOM）
- レズ キス オナニー（7月25日、ジャネス）
- 巨乳ギャルのベロベロちゅうちゅう kurea（8月4日、グローリークエスト）
- 彼氏とのエッチだけじゃ物足りないんだもん しゃーないじゃん エロ過ぎギャルハメ体験記 01  (8月26日、ONE DA FULL)
- 会員制高級キャバソープ 二輪車限定 巨乳キャバ嬢専門店 HD KUREA&SENA 武藤クレア、長谷川聖那 (9月2日、グレイズ)
- kira☆kira BEST 武藤クレア スペシャル 4時間 (9月19日、kira☆kira)

2012年
- エロエロお姉さんの艶色パンストで足責め＆足コキ 2（1月5日、ジャネス）
- 上司に!!嫌いな男性社員に!!強制奉仕させられ犯されるOLたち（2月13日、ハヤブサ）
- 爆乳キャバ嬢、女性上司、人妻、看護師に迫られ求められ僕はハメさせてもらいました…（2月13日、ハヤブサ）
- 強制手コキM性感（3月1日、スタイルアート/妄想族）
- 黒ギャル四天王（3月20日、STAR PARADISE）
- 拘束して好きなように責めた後、亀頭責め高速手コキで強制発射!!（5月15日、ジャネス）
- 4時間（4月13日、ハヤブサ）
- M男の強制天国〜手コキ、アナル責め、尻コキ、顔騎、足コキ、ペニバン〜4時間（5月19日、スタイルアート/妄想族）
- ものスゴイ腰使いの美人秘書たちのWペニバン調教（4月25日、未来 フューチャー）
- M男アナル拡張ペニバンファック! 2（5月1日、ラハイナ東海）
- ボンデージ女王様のM奴隷手コキ足コキ調教!（5月4日、ケンシロウプロジェクト）
- パンスト直穿きお姉さん二人の相互オナニー鑑賞（5月15日、ジャネス）
- 顔騎されながら強制センズリ発射させられるM男君（5月15日、CLUB M）
- キレイなお姉さんに恥辱手コキされるM男たち 4時間スペシャル（5月15日、CLUB M）
- 完全着衣プレイ!病みつきパンスト手コキ＆足コキ 4時間（5月19日、スタイルアート/妄想族）
- 美人お姉さんのアナル責め 強制手コキで暴発するM男（6月1日、ケンシロウプロジェクト）
- 強制プレイでイッちゃったM男DX 4時間（6月1日、ケンシロウプロジェクト）
- ノーパンパンストお姉さんのW手コキ（6月15日、CLUB M）
- M男に強制センズリ発射させる女たち（7月19日、スタイルアート/妄想族）
- カミッテル黒ギャル 16時間（8月19日、ROOKIE）
- 激亀頭責めと病みつきペニバンFuckでイクッM男 3（9月19日、スタイルアート/妄想族）
- M男の願望かなえてあげる（12月7日、ケンシロウプロジェクト）

### オリジナルビデオ
- 少女時代 ヤンキーがゆく（2011年8月19日、GPミュージアムソフト）